# Moszowice
Moszowice – wieś w Polsce położona w województwie dolnośląskim, w powiecie głogowskim, w gminie Kotla.

## Podział administracyjny
W latach 1975–1998 miejscowość administracyjnie należała do województwa legnickiego.

## Zabytki
Do wojewódzkiego rejestru zabytków wpisany jest obiekt:
- kaplica, z pierwszej poł. XIX w.